# تپه قره شیره مقلی
تپه قره شیره مقلی مربوط به هزاره ۵ قبل از میلاد است و در شهرستان بیجار، بخش مرکزی، روستای مقلی واقع شده و این اثر در تاریخ ۲۴ فروردین ۱۳۸۲ با شمارهٔ ثبت ۸۰۶۰ به‌عنوان یکی از آثار ملی ایران به ثبت رسیده است.